# 戦場からのラブレター
『戦場からのラブレター』（せんじょうからのラブレター、Testament of Youth）は、2014年のイギリスのドラマ映画。監督はジェームズ・ケント、主演はアリシア・ヴィキャンデルが務める。原作はヴェラ・ブリテンの自叙伝『Testament of Youth』である。
日本国内においては劇場公開されず、2015年12月2日にDVDが発売された。また、『テスタメント・オブ・ユース』のタイトルで配信されることもある。

## ストーリー
1914年、ヴェラ・ブリテンはサマーヴィル・カレッジに入学した。第一次世界大戦が勃発すると、ヴェラの弟であるエドワードとジェフリー、フィアンセのローランド・レイトンの3人は徴兵され、前線へ送られた。ヴェラも大学を辞めて、救急看護奉仕隊に志願し、ロンドン、フランス、マルタ島で任務に当たることになった。

## キャスト
※括弧内は日本語吹替
- ヴェラ・ブリテン（英語版）: アリシア・ヴィキャンデル（行成とあ） - イギリスの中流家庭出身の女性。
- ローランド・レイトン（英語版）: キット・ハリントン（新垣樽助） - ヴェラの婚約者。
- エドワード・ブリテン（英語版）: タロン・エジャトン（木村昴） - ヴェラの弟。
- ヴィクター・リチャードソン（英語版）: コリン・モーガン（増元拓也） - エドワードの友人。
- ブリテン氏: ドミニク・ウェスト（山野井仁） - ヴェラとエドワードの父親。
- ブリテン夫人: エミリー・ワトソン（井上祐子） - ヴェラとエドワードの母親。
- ベルおばさん: ジョアンナ・スキャンラン（英語版）（八百屋杏） - ヴェラのお目付け役。
- ホープ: ヘイリー・アトウェル
- ジェフリー・サーロー: ジョナサン・ベイリー - エドワードの戦友。
- ウィニフレッド・ホルトビー（英語版）: アレクサンドラ・ローチ
- ミセズ・レイトン: アンナ・チャンセラー（英語版）
- ミス・ロリマー（英語版）: ミランダ・リチャードソン - オックスフォード大学教員。
- ベティ: シャーロット・ホープ

## 製作
2009年2月、BBCフィルムズがヴェラ・ブリテンの自叙伝『Testament of Youth』の映画化を模索していると報じられた。なお、BBCは1979年に同書を5パートに分割してテレビドラマ化している。
映画化の段階ではブリテンの娘であるシャーリー・ウィリアムズやブリテンの伝記を執筆したマーク・ボストリッジらの協力を得た。

### キャスティング
2013年12月、アリシア・ヴィキャンデルがヴェラ・ブリテンを演じるとの報道があった（当初、シアーシャ・ローナンがブリテンを演じる予定だった）。2014年2月4日、キット・ハリントンがローランド・レイトンを演じることが決まった。13日には、コリン・モーガン、アレクサンドラ・ローチ、タロン・エジャトンらの出演が決まった。

### 撮影
本作の主要撮影は2014年3月16日から、ロンドン、ノース・ヨークシャー、オックスフォードで始まった。
戦争で失明したヴィクター・リチャードソンを演じるにあたって、コリン・モーガンはかつて軍隊で働いた経験を持つ人々と会って話をした。また、イギリスの退役軍人協会の協力を得て、視力を失った軍人が受ける訓練を実際に受けた。

### 音楽
当初、マーク・ブラッドショーが本作で使用される楽曲を作曲する予定であったが、降板し、マックス・リヒターが後を引き継ぐことになった。

## 公開
本作は2014年10月14日に開催されたロンドン映画祭で初めて上映された。2015年1月16日、ソニー・ピクチャーズ クラシックスが本作を北米、ラテンアメリカで配給する権利を獲得した。

### マーケティング
2014年8月1日、本作のファースト・トレイラーが公開された。同年11月10日には、セカンド・トレイラーが公開された。
2014年12月4日にはマーク・ボストリッジが書いた『Vera Brittain and the First World War: The Story of Testament of Youth』がイギリスで出版され、その中には本作の製作に関する章がある。

## 評価
本作は批評家から高い評価を受けた。映画批評集積サイトのRotten Tomatoesには34件のレビューがあり、批評家支持率は82%、平均点は10点満点で6.8点となっている。サイト側による批評家の意見の要約は「『戦場からのラブレター』にはイギリスの歴史ドラマのファンが求める冒険的な要素はない。しかし、良質の演技と美しい場面構成は素晴らしい。」である。また、Metacriticには6件のレビューがあり、加重平均値は75/100となっている。